# 吴道长
吳道長（1574年—？），號星海，江西南康府星子縣人，明朝政治人物。同进士出身。

## 生平
萬曆十九年（1591年）辛卯科江西鄉試第七十六名舉人，二十九年（1601年）辛丑科進士。礼部觀政，三十一年授句容知縣，三十三年接替韩浚任嘉定县知县。三十五年改教职，三十六年升南京國子監助教，三十七年升工部营缮司主事，萬曆三十八年（1610年）被給事中曹於汴、御史孔貞一等拾遺參奏，降一級調用。四十一年降補浙江按察司照磨，四十二年升四川墊江知縣，四十三年丁憂。服闋，起補永寧知縣，四十六年升南刑部山西司主事，四十七年考察。

## 家族
曾祖吴仕学，乡大宾。祖父吴瓊。父吴崇正。